# 켄네스 레이
켄네스 리 레이(Kenneth Lee Lay, 1942년 4월 15일~2006년 7월 5일)는 미국의 침례회 목사의 아들이자 사업가로 SK와 합작사를 운영했었던 악명높은 ENRON의 창립자이자 CEO이자 회장이었다.
그는 1987년부터 제프리 스킬링, 앤드류 패스토우와 같이 2001년에 그 당시까지 가장 큰 파산으로 풀린 분식회계 스캔들 에 깊이 관여했다. 당시 그는 엔론 내부고발자 증언인 "아서 앤더슨 사의 조언을 무시하고 타 회계법인으로 돌려 새 회계감사를 받아야 한다"를 묵살하고 Dynergy에 매각을 추진했으나 레이가 원하는 결과가 나오지 않았고 결국 그는 대배심에 의해 기소되었고 재판 에서 10건의 증권 사기 혐의로 유죄 판결을 받았다. 그렇게 레이는 당당히 비난받으며 2006년 7월 예정된 선고를 3개월 남기고고 콜로라도주의 애스펀 근처에 있는 자택에서 휴가를 보내던 중 사망했다. 예비 부검 결과 그는 관상동맥질환으로 인한 심장마비로 사망한 것으로 알려졌으며 그로인해 후술할 결과로 엔론 3인방 중 유일하게 법적 처벌을 피했다. 그의 죽음은 공소권 없음으로 인한 판결을 초래했다.
레이는 "부실 관리 및 부정직(특히 분식회계)"을 특징으로 하는 "수치심의 유산"을 남겼고 겨우 계열사 ECRC가 인도에 있는 에너지 사업장을 통해 열심히 채권을 상환하고 있다. 대침체가 일어난 직후인 2009년에 portportio.com 에 게시된 목록에서 Lay는 역사상 세 번째로 최악의 미국 CEO로 선정되었고 제플리 스킬링은 징역 14년에 과태료 4500만 달러를 부과받았으며 앤드류 패스토우는 징역 6년에 2380만 달러를 몰수당했다. 그와 제프 스킬링의 행동은 "리더십, 거버넌스 및 책임의 기준"과 관련하여 후속적이고 근본적인 기업 개혁(ex.가족친화경영, 미국에서의 금산분리, ESG 경영, etc...)의 촉매제가 되었다.
레이는 미국에서 가장 높은 급여를 받는 CEO 중 한 명이었다. 1998년~2001년 사이에 그는 2억 2천만 달러 이상의 현금과 그와 관계자들의 엔론 주식을 모아 170만 주를 매각했지만 스킬링은 모 실시간 TV 뉴스 인터뷰에서 "감사합니다. 정말 존경합니다. A***ole, A***ole"이라는 말실수를 터트리고 말았으며  결국 2006년 재판에서 그는 당사 주식이 그의 재산의 약 90%를 차지했으며 당시 순자산이 25만 달러의 적자였다고 주장했다.후술할 파생상품 관련 부도가 원인일 가능성이 높다고.
다만 최근들어서는 엔론 파산 및 그의 죽음이 엔론의 분식회계 자체가 아닌 기후 및 기후 변화 관련 파생상품 때문이라는 의혹이 있다. 사실 다른 파생상품과 달리 기후 및 기후변화은 현물 자체가 없으며 이로 인한 적자 발생이 산발적으로 발생했다.
한편 제프리 스킬링은 석방 이후 현재 NFT 관련 사업을 하고 있다.